# مقاطعة بيفر (أوكلاهوما)
مقاطعة بيفر (بالإنجليزية: Beaver County)‏ هي إحدى مقاطعات ولاية أوكلاهوما في الولايات المتحدة الأمريكية.